# Memoria minuitur, nisi eam exerceas
 Memoria minuitur, nisi eam exerceas  лат. (изговор:  меморија минуитур ниси еам егзерцеас). Памћење слаби ако га не вјежбаш. (Цицерон)

## Поријекло изреке
Изрекао римски државник и бесједник Цицерон (први вијек п. н. е.).

## Тумачење
Да би се сачувало памћење треба научено стално понављати. Овом вјежбом се незаборавља.